# Love and the Russian Winter
Albums de Simply Red
Life
(1998) It's Only Love
(2000)
Love and the Russian Winter est le septième album studio du groupe pop et soul britannique Simply Red, sorti le 2 novembre 1999. Il marque un changement distinct par rapport aux albums précédents du groupe, avec un son beaucoup plus généré par ordinateur. L'album est sorti principalement en raison de la pression de leur maison de disques pour remplir leur contrat. Il présente une reprise de la chanson "Ain't That a Lot of Love", écrite par William Dean Parker et Homer Banks.

## Liste des titres
1. The Spirit of Life – 4:42
2. Ain't That a Lot of Love – 3:56
3. Your Eyes – 4:15
4. The Sky Is a Gypsy – 4:33
5. Back into the Universe – 3:48
6. Words for Girlfriends – 5:07
7. Thank You – 4:01
8. Man Made the Gun – 4:58
9. Close to You – 4:33
10. More Than a Dream – 3:52
11. Wave the Old World Goodbye – 3:46

## Singles
- Ain't That a Lot of Love (octobre 1999)
- Your Eyes (février 2000)

## Clips Vidéos
- Ain't That A Lot Of Love
- Your Eyes
- Spirit Of Life

## Personnel
- Mick Hucknall - chant
- Dee Johnson, Sarah Brown, Mick Hucknall - chœurs
- Kenji Suzuki, Mark Jaimes, Greg Bone - guitares
- Gota Yashiki, Andy Wright, Wayne Stobbart, Tim Vine - basse
- Tim Vine, Andy Wright, Dom T, Aiden Love, Phillipe Manjard, James Wiltshire - claviers
- Gota Yashiki, Geoff Holroyde - batterie
- Ian Kirkham - saxophone
- Chris De Margary - saxophone, flûte
- Kevin Robinson - trompette
- John Johnson - trombone
- Ned Douglas, James Wiltshire, Andy Wright, Gota Yashiki - programmation
- Merv Pearson - programmation et production additionnelle sur "Your Eyes"